# Álvaro Esteves
Álvaro Esteves (Lagos, ? ) - (local e data de falecimento desconhecidos), foi um navegador português.

## Biografia
Foi piloto de Fernão Gomes entre 1469 e 1474. Esteve em serviço na caravela de Pêro Escobar, tendo auxiliado na descoberta da Costa da Mina, em 1471. Poderá também ter auxiliado nas ilhas de São Tomé e Príncipe.

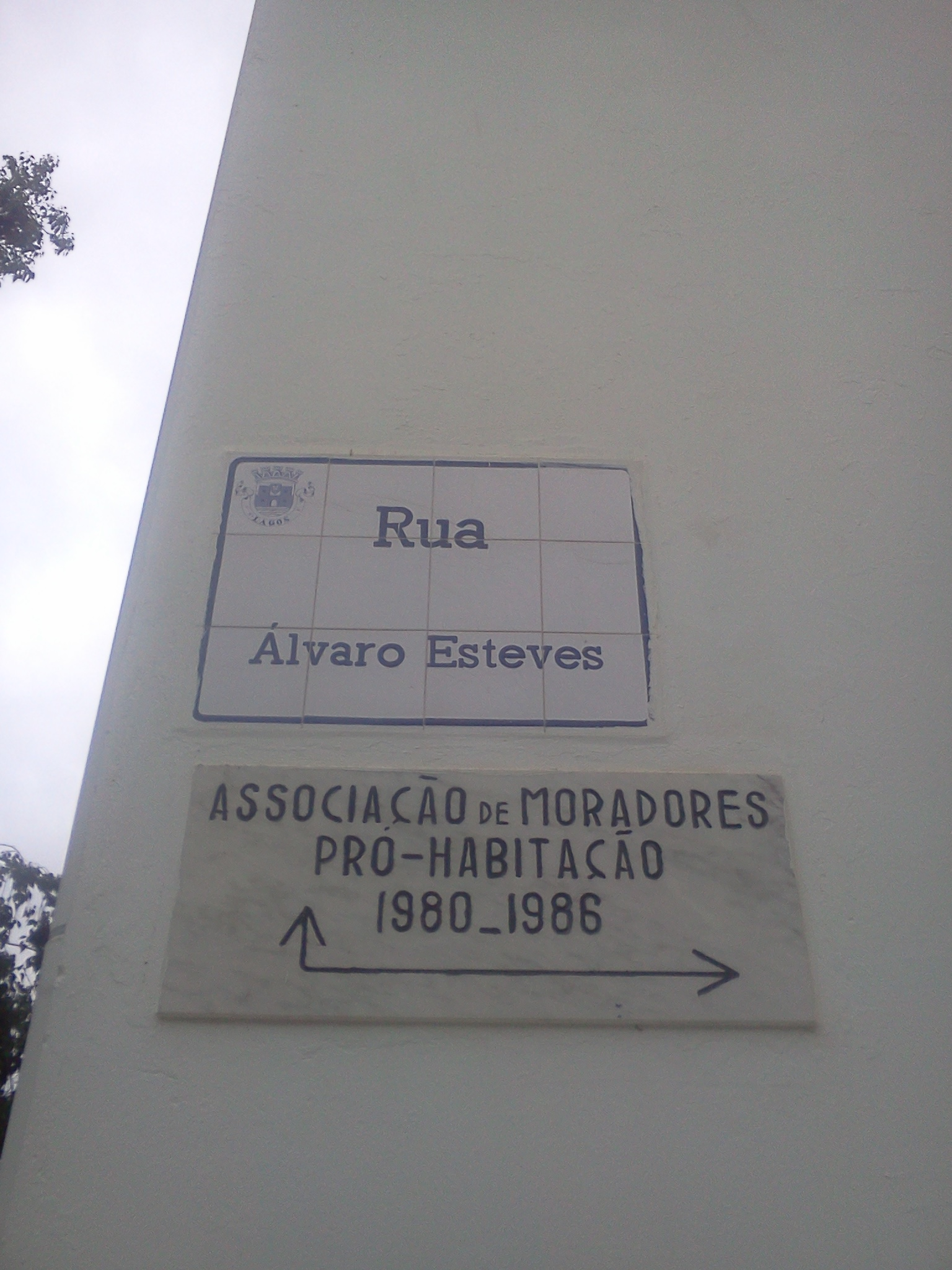
Placa toponímica da Rua Álvaro Esteves, em Lagos.

## Homenagens
O nome de Álvaro Esteves foi colocado num arruamento na cidade de Lagos.